# Youth (filme)
Youth (em italiano La giovinezza; em Portugal, A Juventude) é um filme italiano de 2015 do diretor Paolo Sorrentino. Apesar de ser uma produção italiana o filme é todo rodado em língua inglesa.
A película, que foi  dedicada ao realizador Francesco Rosi (1922–2015),   concorreu à Palma de Ouro no Festival de Cannes em 2015.

## Sinopse
Fred e Mick, são dois velhos amigos com quase 80 anos de idade cada, estão de férias em um hotel elegante aos pés dos Alpes. Fred é um compositor e maestro aposentado e Mick, um diretor de cinema que ainda está trabalhando. Juntos, os dois passam a se recordar de suas paixões da infância e juventude. Enquanto Mick luta para terminar o roteiro do que ele imagina ser seu último filme importante, Fred não tem nenhuma intenção de retomar sua carreira musical. Entretanto, muita coisa pode mudar.

## Elenco
| Ator/Atriz         | Papel                   |
| ------------------ | ----------------------- |
| Michael Caine      | Fred Ballinger          |
| Harvey Keitel      | Mick Boyle              |
| Rachel Weisz       | Lena                    |
| Paul Dano          | Jimmy Tree              |
| Jane Fonda         | Brenda Morel            |
| Alex MacQueen      | L’émissaire de la Reine |
| Luna Zimic Mijovic | Masseuse                |
| Paloma Faith       | Elle-même               |

## Recepção da crítica
No site IMDB o filme tem uma nota de 7,4.